# 白鬚濱站
白鬚濱站（日语：／ Shirahigehama eki */?）是位於滋賀縣高島郡高島町大字鵜川（現時：高島市鵜川），江若鐵道的鐵路車站（廢站）。
此站最接近位於琵琶湖旁的白鬚濱泳灘（現時：白鬚濱水泳露營場）。此站只於夏天泳季期間營業（臨時車站）。

## 歷史
白鬚濱站在1951年（昭和26年）啟用。在此站啟用同期，一間來自京都的觀光公司在該處開發白鬚濱泳灘（現時：白鬚濱水泳露營場）。為了方便夏季的泳客而開設此站（臨時車站）。在營業期間，於站內可看見白鬚神社的參拜客和前往琵琶湖游泳的泳客。除了此站外，江若鐵道於線內也有其他相同性質的車站，包括青柳濱站和近江舞子南口站（後來近江舞子南口站變為常規車站）。在夏季時份，江若鐵道主要運送許多前往玩樂的客人。

### 年表
- 1951年（昭和26年）7月1日：白鬚至高島町之間開設此站[5]。
- 1969年（昭和44年）11月1日：車站被廢除[5]。

## 車站構造
白鬚濱是一座純客運車站。站內設有1面1線的單式月台（近江今津方向的列車會開啟右邊車門）。

## 車站周邊
車站位於白鬚濱泳灘停車場的南邊。從此站前往高島町站途中，江若鐵道的路軌會橫越打下日吉神社，然後沿琵琶湖的內湖乙女池西邊前往高島町。現時在日吉神社處還可看路堤遺跡，在接近高島町站的路段遺址變成了湖西線用地。

## 相鄰車站
江若鐵道
江若鐵道線
白鬚－（臨）白鬚濱－高島町

## 注腳
1. 1 2 3 4 5 6 7  江若鉄道の思い出，第90頁.
2. 1 2  . 白ひげ浜水泳キャンプ場.   [2023-11-13] （日语）.
3. ↑  ありし日の江若鉄道，第20頁.
4. ↑  江若鉄道の思い出，第68頁.
5. 1 2  今尾 2008，第31–32頁.
6. 1 2  竹内 1967.
7. ↑  寺田 2010，第10頁.
8. ↑  新・鉄道廃線跡を歩く，第33頁.
9. ↑  吉田 1998，第193頁.

## 相關項目
- 日本鐵路車站列表 Shi